# Meranoplus flaviventris
Meranoplus flaviventris är en myrart som beskrevs av Horace Donisthorpe 1943. Meranoplus flaviventris ingår i släktet Meranoplus och familjen myror. Inga underarter finns listade i Catalogue of Life.